# Holy Fuck
Gli Holy Fuck sono un gruppo musicale di musica elettronica canadese attivo dal 2004.

## Formazione
Membri attuali
- Brian Borcherdt – tastiere, effetti
- Graham Walsh – tastiere, effetti
- Matt "Punchy" McQuaid – basso
- Matt Schulz – batteria

Ex membri
- Kevin Lynn – basso
- Mike Bigelow – basso
- Loel Campbell – batteria
- Glenn Milchem – batteria
- Brad Kilpatrick – batteria

## Discografia
Album
- 2005 - Holy Fuck
- 2007 - LP
- 2010 - Latin
- 2015 - Congrats
- 2020 - Deleter

EP
- 2007 - Holy Fuck EP
- 2007 - Split con i Celebration
- 2008 - Lovely Allen
- 2008 - Split con i Foals
- 2010 - + Ghost